# Ondřej Starosta
Pour les articles homonymes, voir Starosta (homonymie).
Ondřej Starosta, né le 28 mai 1979 à Prague, en République tchèque, est un joueur tchèque de basket-ball, évoluant au poste de pivot.

## Carrière
Lors de la saison 2012-2013, il est nommé meilleur joueur du championnat de seconde division espagnole, la Liga española de baloncesto.